# Єронім Стридонський
Єронім, знаний також як Єронім Стридонський (лат. Hieronymus, дав.-гр. Ἱερώνυμος; близько 340, Стридон — 30 вересня 420, Вифлеєм) — християнський теолог, письменник, перекладач. Повне ім'я Євсевій Софроній Єроні́м. Відомий своїм перекладом тексту Біблії з єврейської мови на тогочасну латину, коментарями до Євангелія та історичними працями. Його переклад Вульгата (лат. Vulgata) до сьогодні залишається офіційним текстом Біблії, що використовується Католицькою церквою.
Єронім визнаний святим і доктором церкви католицькою, православною і лютеранською церквами та англіканською громадою. Святого Єроніма вважають одним з чотирьох Отців Церкви. Імовірний автор «Мартиролога Єроні́ма». День пам'яті припадає 30 вересня в Католицькій та 15 червня в Православній церкві. День пам'яті Єроніма (30 вересня) Міжнародна федерація перекладачів оголосила Міжнародним днем перекладачів. Святого вважають покровителем усіх перекладачів.

## Біографія
Єронім народився в Стридоні, селі поблизу Емони на кордоні між Далмацією та Паннонією.
Повне його ім'я — Євсевій Софроній Єроні́м (лат. Eusebius Sophronius Hieronymus Stridonensis, дав.-гр. Εὐσέβιος Σωφρόνιος Ἱερώνυμος). Питання про дату народження та хронології його ранніх років життя є дискусійним. За власними словами Єроніма (Abacuc 2,3.14), коли оголосили про смерть імператора Юліана Відступника (помер в 363 році) він був в дитячому віці і вивчав граматику. Походив з іллірійської родини, хоча те, чи вмів він розмовляти іллірійськими мовами, є предметом суперечок.

### Навернення до християнства
Єронім поїхав у Рим зі своїм другом Боносом із Сардики, щоб продовжувати риторичні та філософські студії. Тут Єронім навчався у римського ритора і граматика Елія Доната і вивчив латинську і принаймні частково грецьку мову. Згодом став одним з найосвіченіших Отців Церкви.
Хоча Єронім спочатку скептично ставився до християнства, в Римі він врешті-решт навернувся приблизно в 360—369 рр. Після цього вирушив з Боносом в Галлію і оселився в Трірі, де вперше зайнявся богословськими студіями, і скопіював коментар Ілларія з Пуатьє до Псалмів і трактат «De synodis» для свого друга Тиранія Руфіна.
Далі він зупинився на декілька місяців або навіть років у Руфіна в Аквілеї, де у нього з'явилось багато християнських друзів. Деякі з них супроводжували Єроніма, коли приблизно в 373 році він вирушив у подорож через Фракію та Малу Азію до північної Сирії. В Антіохії, де він пробув найдовше, двоє з його супутників померли, а сам він декілька разів важко хворів. Під час однієї з цих хвороб (приблизно взимку 373—374 рр.) Єронім мав видіння, яке змусило його відкласти світські заняття та присвятити себе Богові. Здається, він протягом тривалого часу утримувався від вивчення класики і глибоко заглибився у вивчення Біблії під впливом Аполлінарія Лаодикійського, який тоді викладав в Антіохії і ще не підозрювався в єресі.

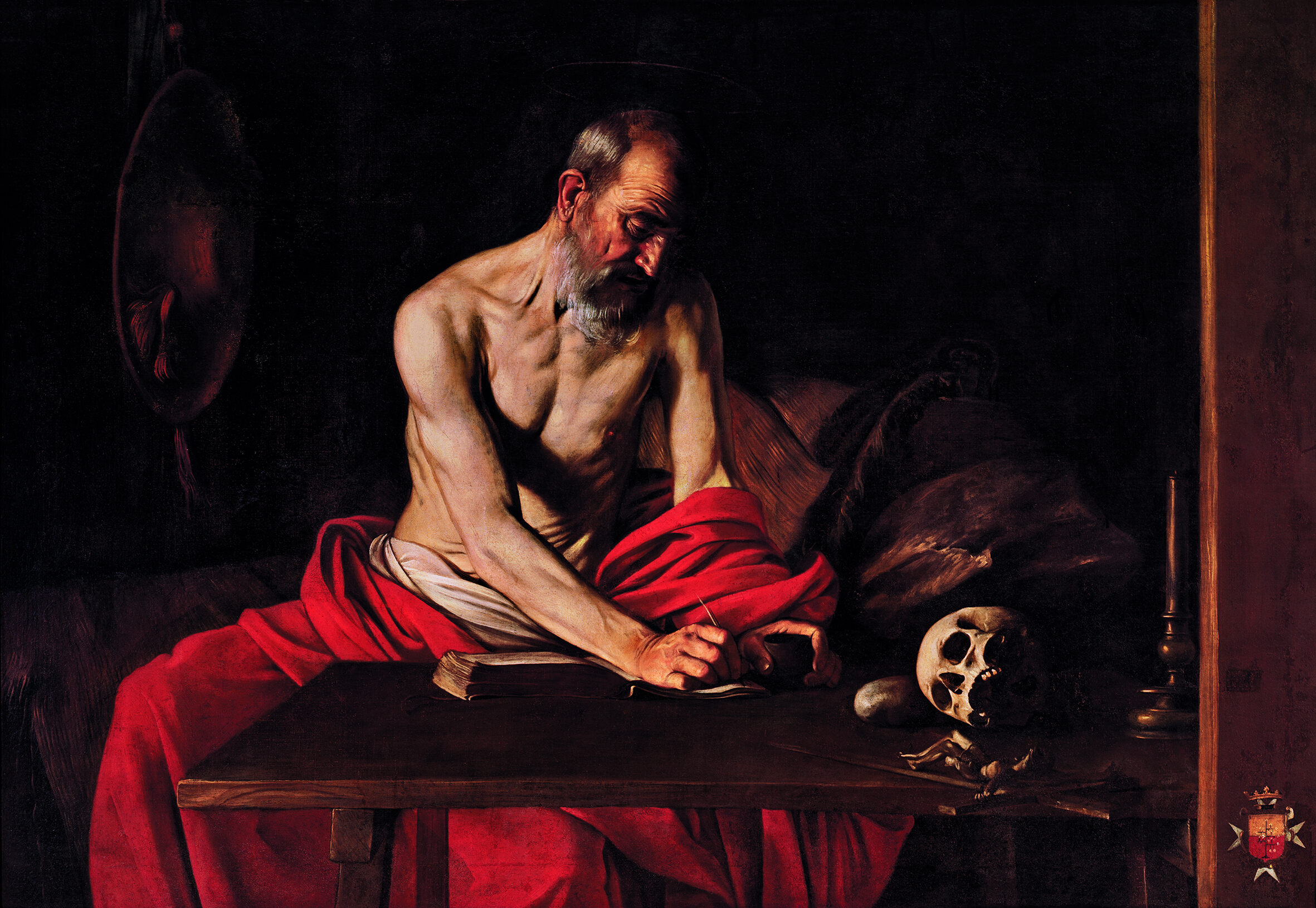
Св. Єронім. Мікеланджело да Караваджо. 1607

Надихнувшись вивченням Біблії і охоплений прагненням до аскетичного покути, Єронім на деякий час вирушив на південний схід від Антіохії в Халкідську пустелю, відому під назвою «Сирійська Фіваїда» через велику кількість пустельників-аскетів, що її населяли в той час. У цей період він, за його власними словами, мав своїми супутниками «лише скорпіонів і диких звірів» і, здається, знайшов час щоб повернутись для навчання та письма. Він зробив свою першу спробу вивчити іврит під керівництвом наверненого єврея і листувався з єврейськими християнами в Антіохії. Приблизно в цей час він скопіював єврейське Євангеліє, фрагменти якого збереглися в його записках. Сьогодні воно відоме як Євангеліє від євреїв (грец. τὸ καθ' Ἑβραίους εὐαγγέλιον), яке назаретяни вважали справжнім Євангелієм від Матвія. Єронім переклав частини цього єврейського Євангелія грецькою мовою.
Повернувшись в Антіохію в 378 або 379 році, Єронім був висвячений там єпископом Павліном, очевидно, мимоволі та за умови, що він продовжить своє аскетичне життя. Незабаром після цього він поїхав до Константинополя, щоб продовжувати вивчати Писання під керівництвом Григорія Богослова. Він провів там біля двох років перед тим, як вирішив повернутись до Риму.

### Повернення до Риму
В 382—385 роках він перебував у Римі, працюючи секретарем у папи Дамасія I та інших провідних римських християн. Був запрошений на синод 382 р., який було проведено для припинення схизми в Антіохії, оскільки на той час в Антіохії існували конкуруючі претенденти на посаду патріарха. Єронім супроводжував одного з претендентів — Павліна, назад до Риму, щоб зібрати тут голоси на його підтримку. Єронім відзначився перед папою і посів чільне місце серед папських радників та залишався протеже папи Дамасія I до його смерті у 384 р.
Перебуваючи папським радником Єронім розпочав здійснювати перегляд Біблії латиною на основі грецьких рукописів Нового Заповіту. Він також оновив на основі Септуагінти Псалтир з Книгою Псалмів, який тоді використовувався в Римі. Хоча він цього ще не усвідомлював, переклад значної частини того, що перетворилося на латинську Біблію «Вульгата», зайняв багато років і став його найважливішим досягненням
Єронім був відомий своїми повчаннями про християнське моральне життя, які він звертав до мешканців великих космополітичних центрів, таких як Рим. У Римі Єроніма оточувало коло шляхетних та добре освічених жінок, серед яких були представниці найблагородніших патриціанських родин, таких як вдови Леа, Марселла та Паула, з дочками Паули Блезілою та Евстохією. Те, що він схилив цих жінок до монашого життя подалі від розпусного Риму і нещадно критикував світське духовенства Риму, викликало дедалі більшу неприязнь до нього серед римського духовенства та їх прихильників. Тим не менш, його праці високо цінували жінки, які намагалися дотримуватися обітниці вести незаймане життя, віддане Ісусу. Його листи широко читали та розповсюджували по всій християнській імперії, і з стилю їх написання видно, що він усвідомлював, що ці незаймані жінки були не єдиною його аудиторією
Невдовзі після того, як 10 грудня 384 р. його покровитель папа Дамасій I помер, римським духовенством було проведене розслідування щодо чуток про неналежні стосунки Єроніма з вдовою Паулою, в результаті якого Єронім був змушений залишити свою посаду і виїхати з Риму.

### Після Риму. Життя у Вифлеємі
У серпні 385 року Єронім назавжди покинув Рим і повернувся до Антіохії у супроводі свого брата Паулініана та кількох друзів, а трохи пізніше до них приєднались Паула з дочкою Евстохією, які вирішили закінчити свої дні у Святій Землі. Взимку 385 року Єронім виконував функції їх духовного порадника. Паломники, до яких приєднався Антіохійський єпископ Павлін, відвідали Єрусалим, Вифлеєм та святі місця Галілеї, а потім вирушили до Єгипту, місця подвижницького життя багатьох видатних християн.
В Олександрійській катехитичній школі Єронім слухав катехита Дідима Сліпця, який викладав пророка Осію та розповідав свої спогади про Антонія Великого, який помер за 30 років до того. Єронім деякий час провів у Нітрії, милуючись дисциплінованим спільним життям численних жителів цього «міста Господнього», але виявляючи навіть там «приховані змії», тобто вплив Орігена Олександрійського. Пізно влітку 388 року він повернувся в Палестину і провів решту життя, працюючи в печері поблизу Вифлеєму як вважається, тієї самої печери, де народився Ісус, в оточенні кількох друзів, як чоловіків, так і жінок (включаючи Паулу і Євстохій), якому він виступав як священик-провідник і вчитель.
Забезпечений Паулою засобами для існування та збільшенням своєї книгозбірні, Єронім проводив життя у безперервній літературній діяльності. До цих останніх 34 років його кар'єри належать найважливіші з його творів; його версія Старого Завіту з оригінального єврейського тексту, найкращі з його коментарів до Писань; його каталог християнських авторів; і діалог проти пелагів, літературну досконалість якого визнав навіть опонент. Його переклад Біблії — «Вульгата», був через одинадцять століть проголошений Тридентський собором як офіційний латинський переклад. До цього періоду належать також більшість його полемік, які виділяли його серед ортодоксальних отців, включаючи трактати проти Оригена, що пізніше підпав під анафему Єрусалимського єпископа Іван II та його раннього друга Руфіна. Пізніше, внаслідок його праць проти пелагіанізму, обурений натовп увірвався в монастирські будівлі, підпалив їх, напав на затворників і вбив диякона, змусивши Єроніма шукати захисту в сусідній фортеці в 416 році.

## Літературна спадщина
Список праць Єроніма досить значний. Головні його роботи — латинський переклад Старого завіту, зроблений ним з єврейського тексту Старого Заповіту, але з використанням давньогрецьких текстів, і редакція латинської версії Нового Заповіту (лат. Itala або Vetus Latina), що одержали згодом назву Вульгата (лат. Vulgata). Крім Вульгати, Єронім відомий також своїми коментарями до Євангелій та історичною працею «Про відомих чоловіків» (лат. De viris illustribus). Зберігся також інший його історичний твір — «Хроніка», в якій він викладає події всесвітньої історії починаючи зі створення світу, ґрунтуючись на «Телекритиці» Євсевія Кесарійського з доповненнями. До спадщини Єроніма також входять більше 120 його листів.

## Зображення
Художньо-символічно зображується або як кардинал, в крислатому капелюсі і червоному плащу (насправді Єронім був папським радником, титул кардинала був створений пізніше і присвоєно йому, таким чином, посмертно), або під час каяття в простому вбранні з каменем в руках, яким б'є себе в груди. Інші його символи — Біблія, мініатюрна церква і лев.

## Легенди
Легенда про Єроніма каже, що під час його перебування в монастирі, до нього раптом прийшов кульгавий лев. Всі ченці розбіглися, а Єронім спокійно обстежив хвору лапу лева і витягнув з неї скалку. Після цього вдячний лев став його постійним супутником. Ченці звернулися з проханням до Єроніма змусити лева працювати, щоб він так само, як вони, сам заробляв собі хліб насущний. Єронім погодився і змусив лева стерегти монастирського осла, коли той возив дрова. Одного разу лев заблукав і осел залишився без охоронця. Залишеного без нагляду осла вкрали грабіжники і продали купцям, які його увели з своїм караваном. Повернувшись, лев не знайшов осла і, глибоко засмучений, пішов назад в монастир. Ченці при вигляді винного погляду лева вирішили, що він з'їв осла, і в спокутування гріха наказали левові робити роботу, що призначалася ослу. Лев підкорився і став смиренно працювати. Але одного разу лев побачив зниклого осла в каравані і як доказ своєї невинності з тріумфом привів цілий караван в монастир. (Підстава цієї легенди можна знайти в житії преп. Герасима (Йорданського).) У зв'язку з цією легендою Єронім в творах живопису майже завжди зображувався у супроводі лева.

## Галерея

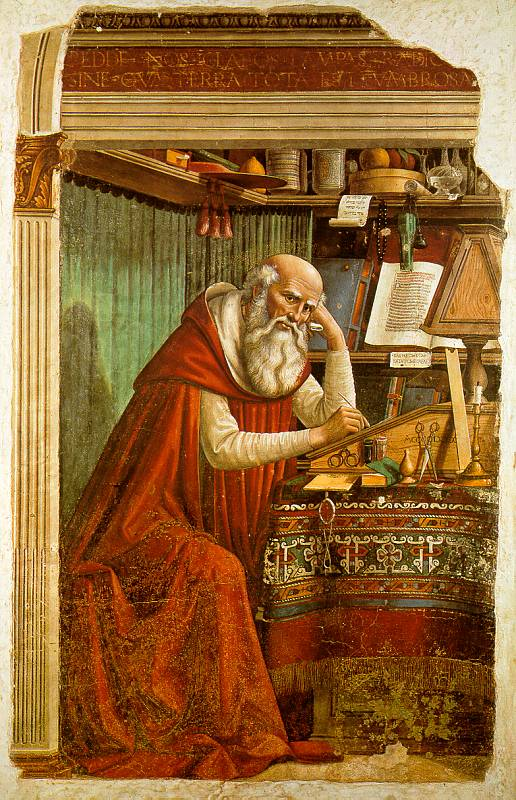
Святий Єронім, занурений в читання. Доменіко Гірландайо
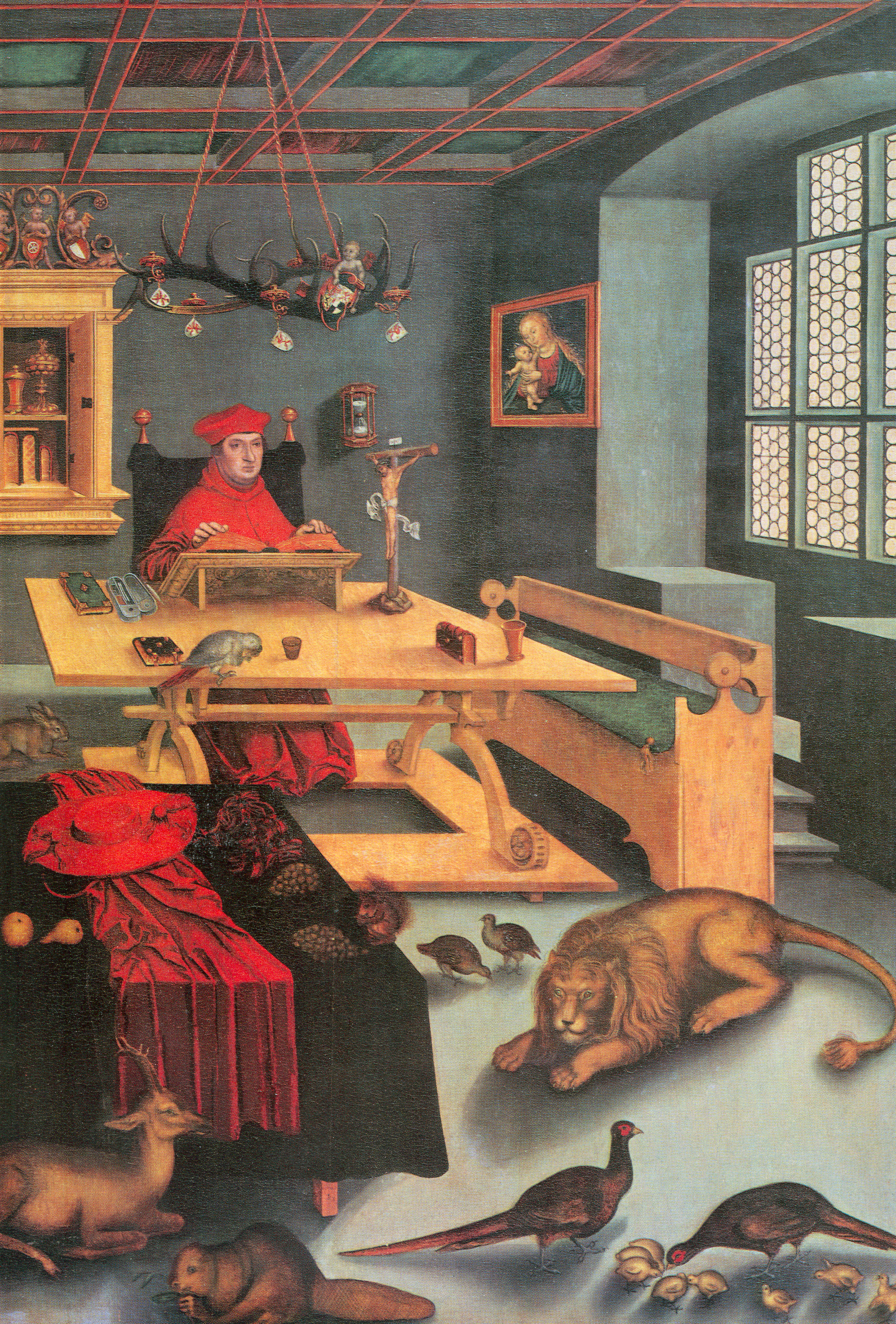
Єронім у своїй келії. Картина Кранаха Старшого
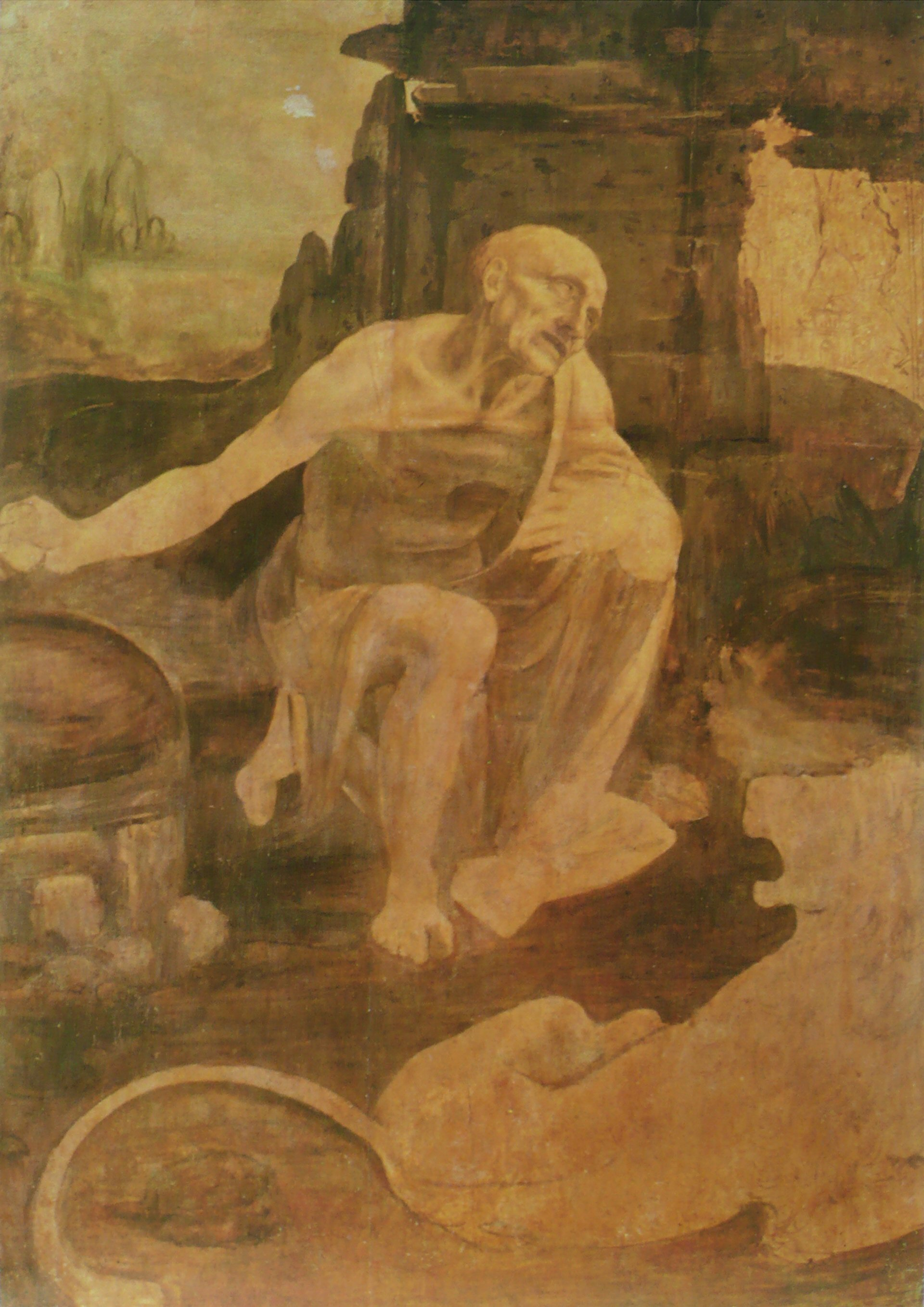
Єронім. Леонардо да Вінчі
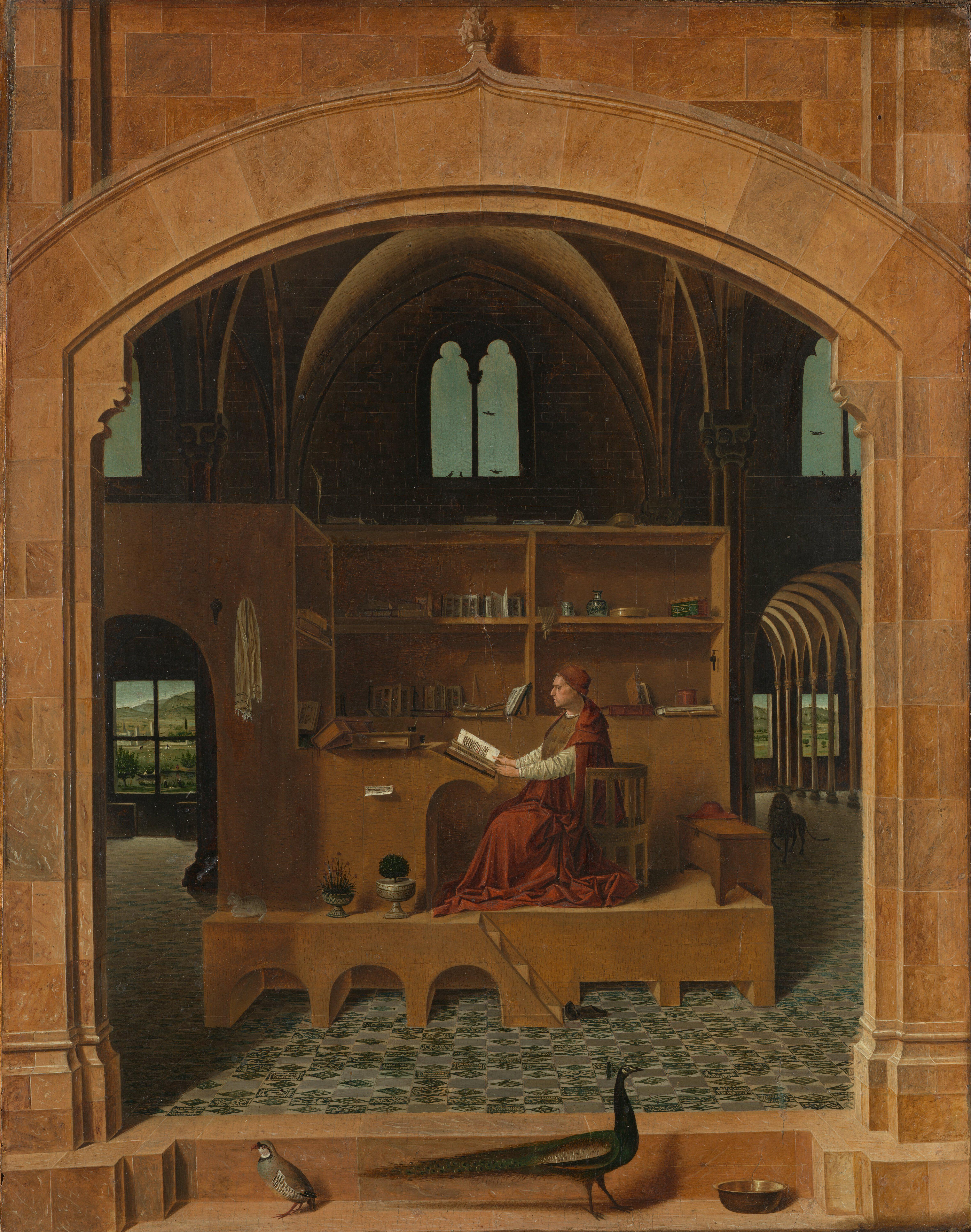
Єронім у келії (картина Антонелло да Мессіна).
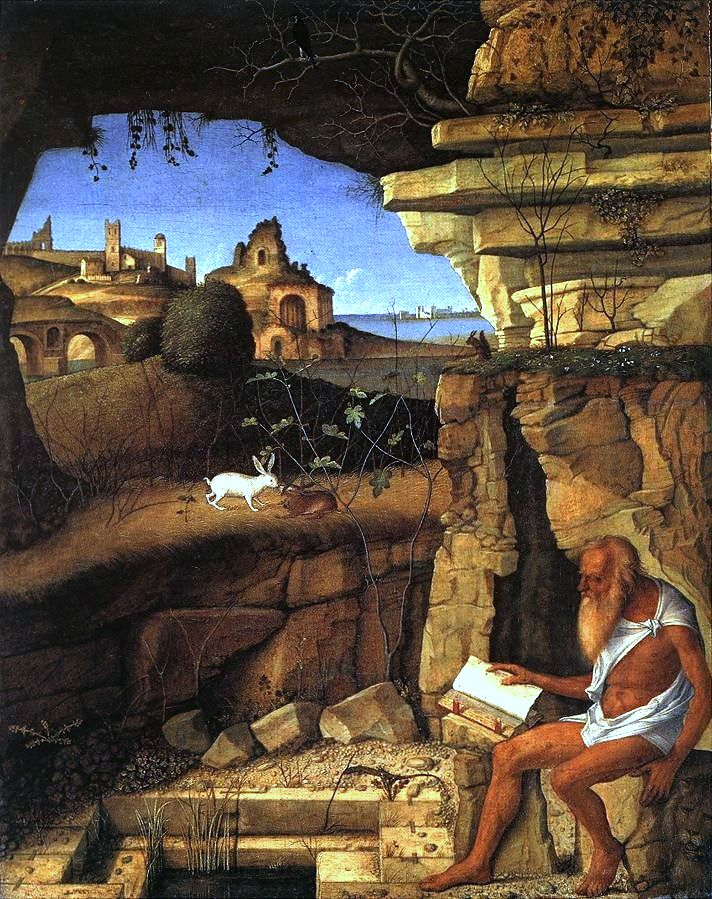
Святий Єронім читає на природі. Джованні Белліні
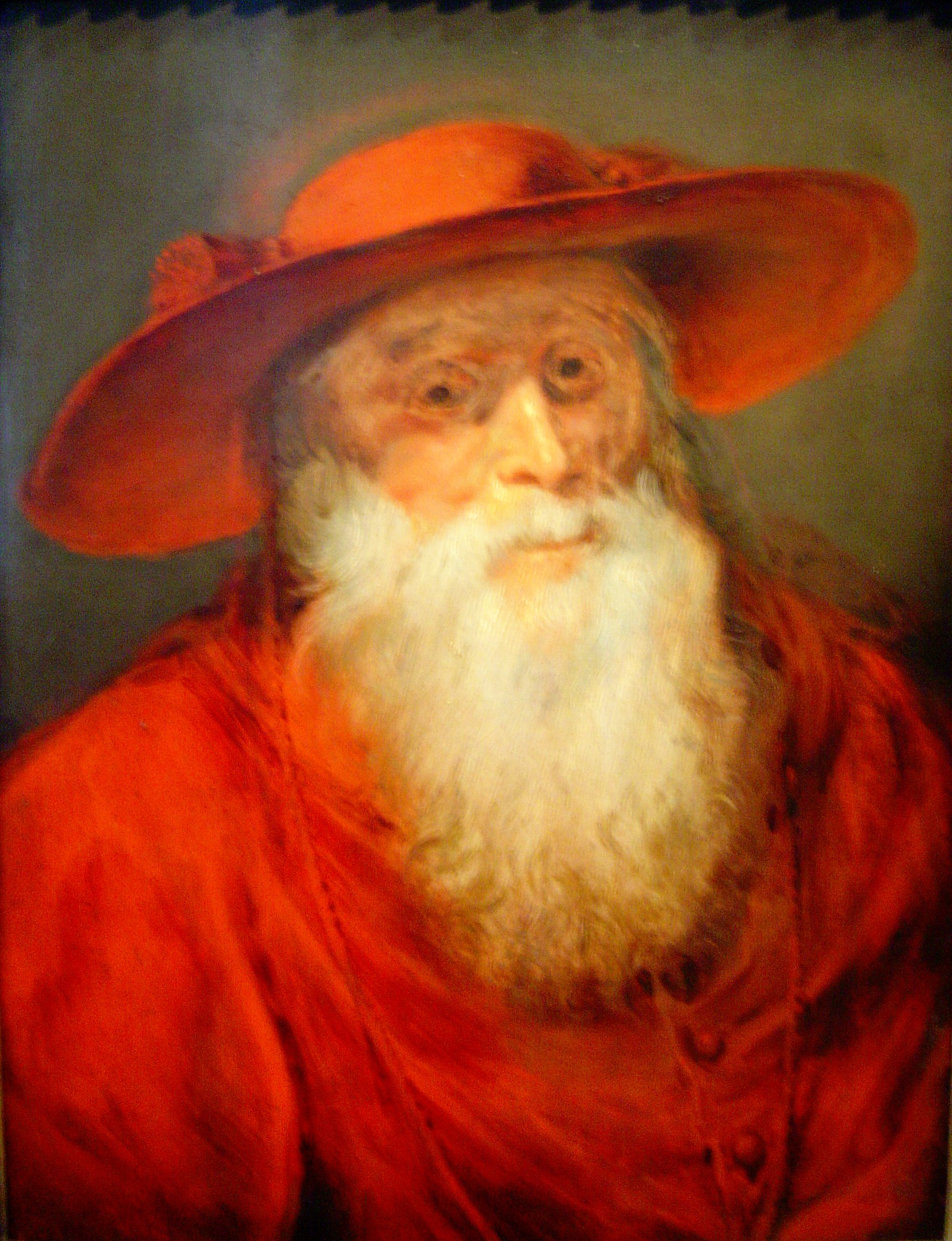
Святий Ієронім. Рубенс
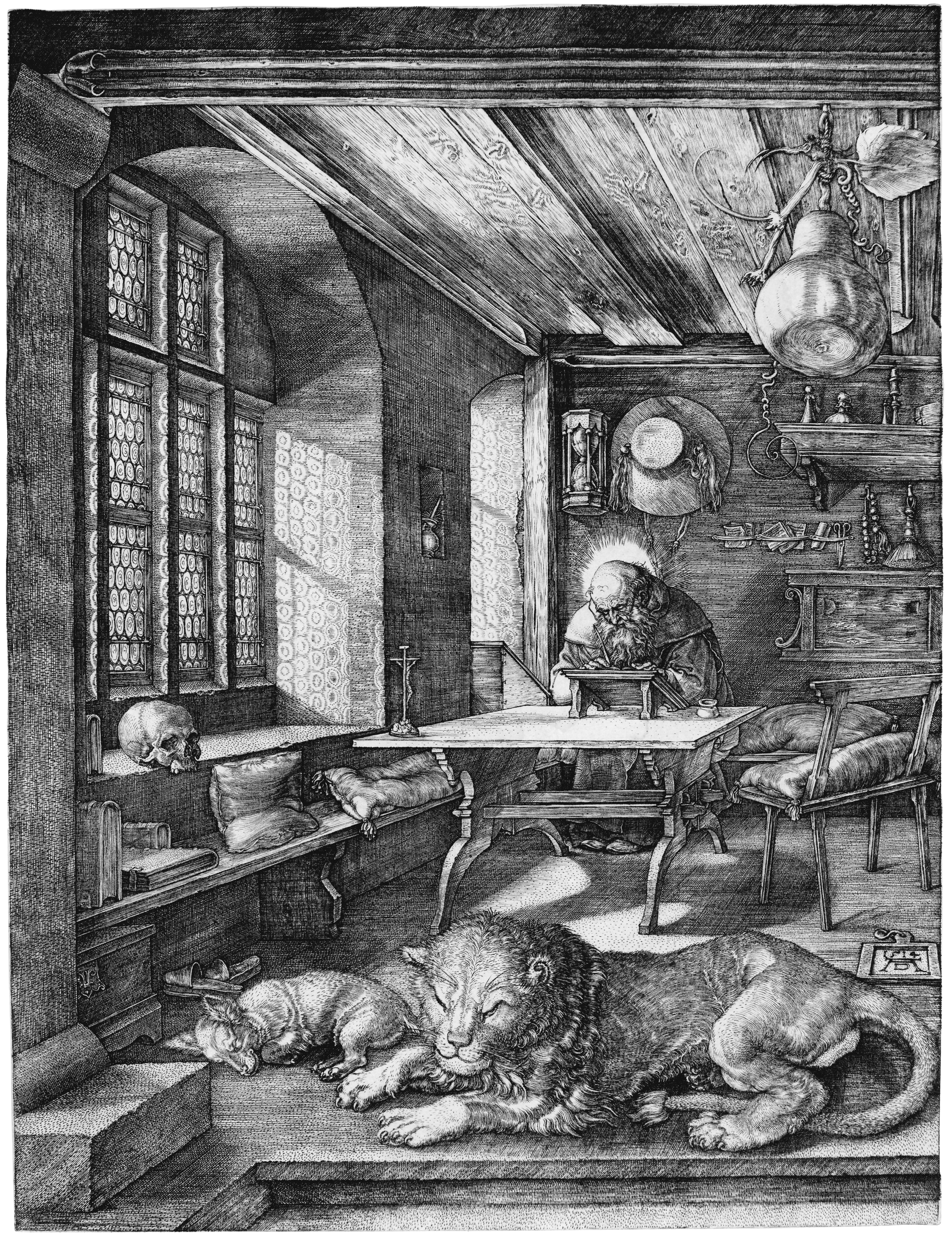
Святий Єронім у келії (гравюра Альбрехт Дюрера). 1513-1514 рр.
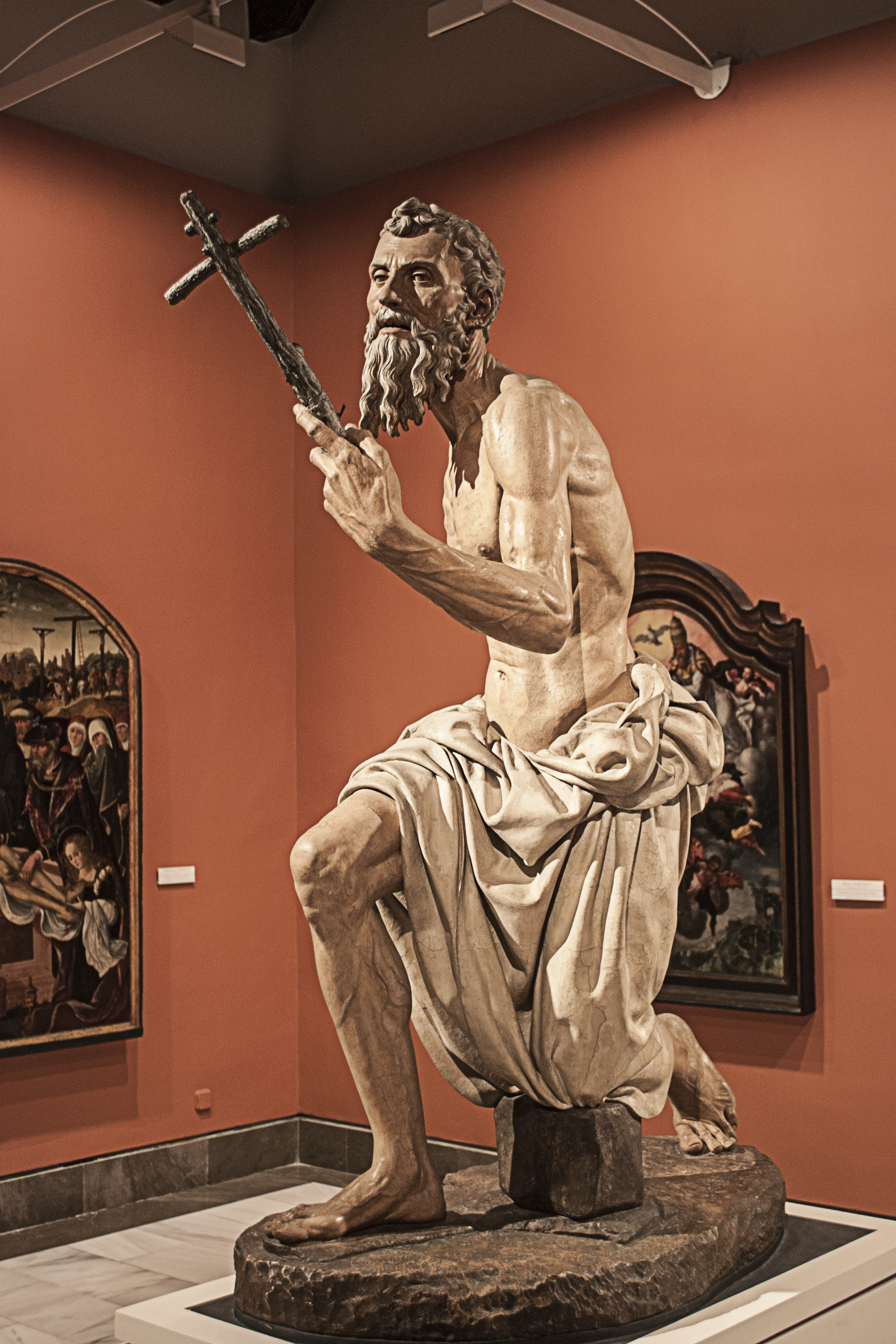
Святий Єронім. Торріджіано. Севільський музей витончених мистецтв
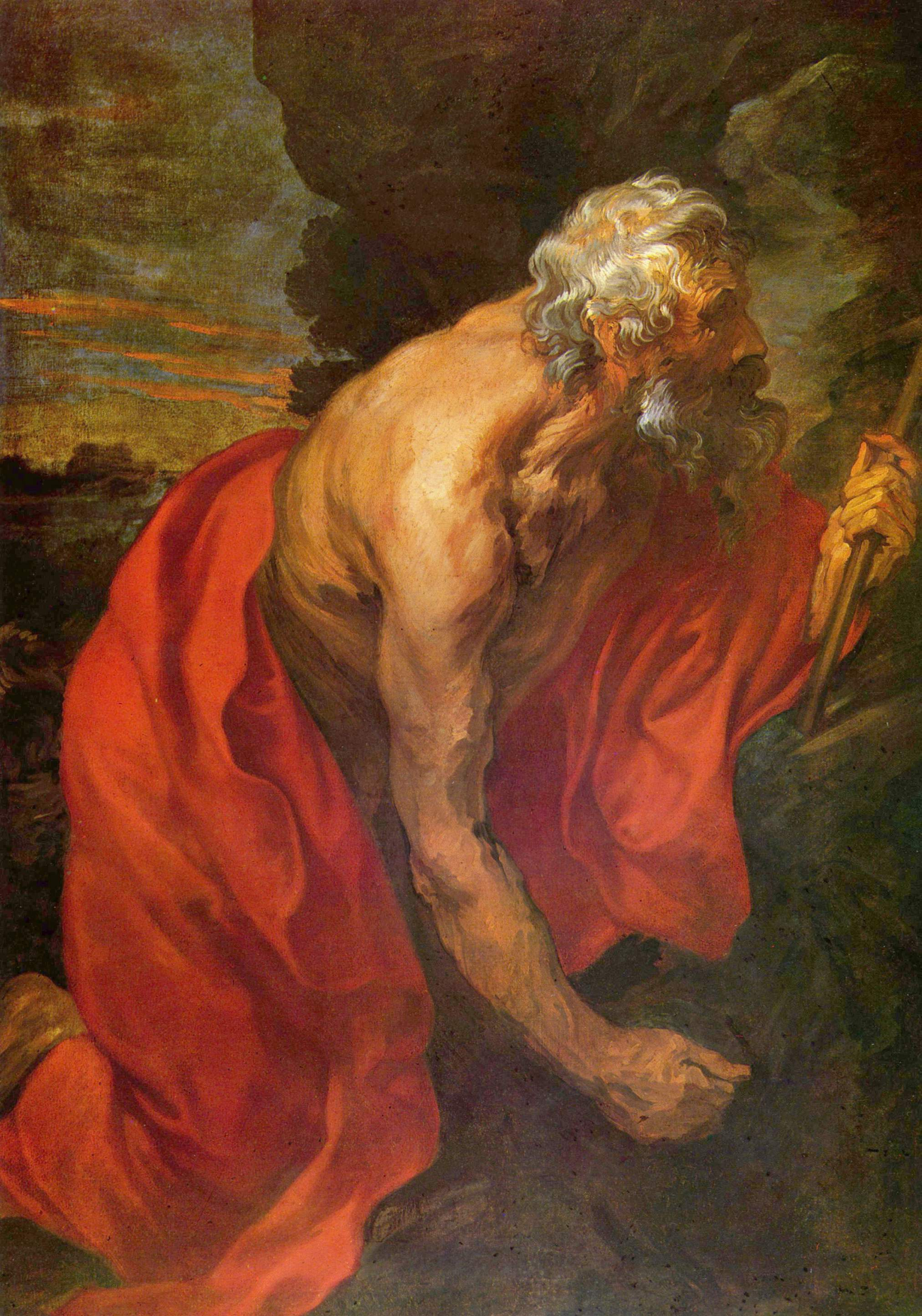
Святий Єронім. Антоніс ван Дейк, 1-а третина XVII ст., Колекція Хайнца Кістерса
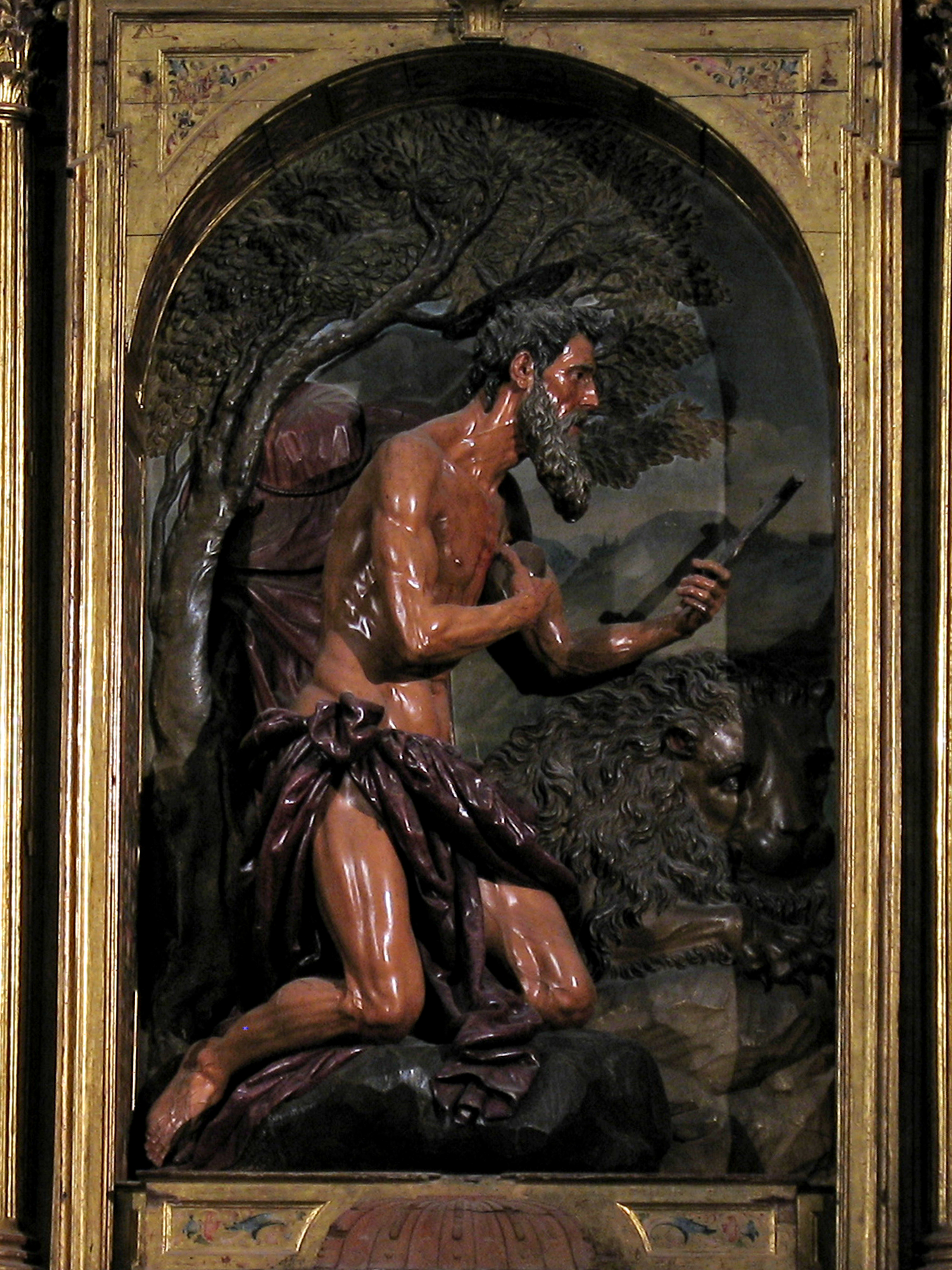
Святий Єронім. Мартінес Монтаньєс